# 素顔 (渡辺美里の曲)
「素顔」（すがお）は渡辺美里の楽曲で、1998年2月21日にEpic/Sony Records（現・エピックレコードジャパン）より発売された34枚目のシングル。

## 概要
表題曲「素顔」は、渡辺と大江千里との共作によるもの。松竹配給映画『F (エフ)』の主題歌として使用された。
カップリング曲の「雪の一日」は、2024年1月現在アルバム未収録となっている。

## 収録曲
1. 素顔　
作詞：大江千里・渡辺美里、作曲：大江千里、編曲：石川鉄男
2. 雪の一日　
作詞：渡辺美里、作曲：石井妥師、編曲：佐久間正英
3. 素顔 (Original Backing Track)

## 収録アルバム
- 『ハダカノココロ』 (#10)
- 『Sweet 15th Diamond』 (Disc.1 #3)
- 『M・Renaissance〜エム・ルネサンス〜』 (Disc.3 #3)
- 『25th Anniversary Misato Watanabe Complete Single Collection〜Song is Beautiful〜』  (Disc.3 #7)